# Tribunal Regional Federal da 2ª Região

Jurisdicción del TRF de la 2.ª Región.

El Tribunal Regional Federal de la 2ª Región, ubicado en Río de Janeiro, es uno de los cinco Tribunales Regionales Federales (TRF) de la República Federativa de Brasil. Tiene bajo su jurisdicción los estados de Río de Janeiro y Espíritu Santo.
Actualmente, es compuesto por 27 desembargadores federales escogidos entre los Jueces Federales de Primera Instancia, miembros del Ministerio Público y representantes de la Orden de los Abogados de Brasil.
Como órgano colegiado, el TRF de la Segunda Región se reúne en Plenario, en Corte Especial, en Secciones (tres) y en "Turmas" (ocho).

## Historia
En 1891, fue promulgada la primera Carta Magna de la República Federativa de Brasil, que instituyó el Poder Judicial de la Unión, creó el Supremo Tribunal Federal y tantos Jueces Federales y Tribunales Regionales cuanto el Congreso estableciera. Sin embargo, hasta 1946, cupo a la Suprema Corte el papel de segunda instancia de la Justicia Federal.

### Constitución de 1946
Con la Constitución Federal de 1946, y la recuperación de la discusión sobre la necesidad de creación de los Tribunales Regionales, fue instalado en la ciudad de Río de Janeiro el Tribunal Federal de Recursos. La idea era disminuir la sobrecarga que afectaba el Supremo Tribunal, pasando la nueva Corte de Justicia a ejercer la función de órgano julgador de segunda instancia, en grado de recurso. En aquella época, las causas de interés de la Unión eran juzgadas, en primera instancia, por los jueces provinciales, una vez que los jueces federales habían sido colocados en disponibilidad o jubilados por el golpe de Estado de Getúlio Vargas, en 1937, que instauró el “Estado Nuevo”.

### Restablecimiento de la Justicia Federal
En octubre de 1965, fue restaurada la Justicia Federal de primera instancia, estableciendo la competencia del Tribunal Federal de Recursos para juzgar, en grado de recurso, las causas decididas por los jueces federales. 
La ampliación de la competencia de la Justicia Federal, aliada a la creciente demanda jurisdiccional, trajo un cuadro de sobrecarga al Tribunal Federal de Recursos, de tal forma que, cada año, crecían los hechos de manera acelerada, a pesar del aumento del número de ministros.
Aunque, a la época, la Constitución previera ley complementaria para la creación de dos Tribunales Federales de Recursos más, tal medida sólo vino a hacerse realidad con la elaboración de la Constitución Federal de 1988, cuando fue reorganizada la estructura del Poder Judicial, visando a su descentralización y consecuente aceleración de la prestación jurisdiccional.
Con la nueva Carta Magna, cupo al Supremo Tribunal Federal el control de constitucionalidad, transfiriendo al Superior Tribunal de Justicia las demás atribuciones de la Corte Máxima.  

### Instalación
La llamada Constitución Ciudadana también extinguió el Tribunal Federal de Recursos y, para lo sustituir y regionalizar su jurisdicción, creó los cinco Tribunales Regionales Federales – TRFs, ubicados en: Brasilia, Río de Janeiro, São Paulo, Porto Alegre y Recife. 
En secuencia, el Acto de las Disposiciones Constitucionales Transitorias – ADCT, creó los cinco TRFs y estableció el plazo de seis meses para la instalación de cada uno (art. 27, § 6.º). Cupo al TFR editar la Resolución 1, de 06/10/1988, que fijó las sedes y la jurisdicción de los cinco TRFs, que fueron instalados el año siguiente.

### Hoy
El Tribunal Regional Federal de la 2.ª Región tiene jurisdicción sobre los estados de Río de Janeiro y Espíritu Santo, y es responsable por 20% del volumen procesal nacional. Se consolidó, no sólo físicamente, pero también en el escenario político-social de esos estados, ejerciendo su función de aplicar el Derecho, utilizando todos los recursos técnicos disponibles e invirtiendo en el perfeccionamiento funcional de sus servidores.
Su importancia en el escenario jurídico es destacada por las incontables y relevantes materias de interés colectivo que tramitan en esta Corte, destacándose las de naturaleza previdenciária y tributaria, y por los debates jurídicos fomentados por sus jueces en las sesiones de juicio.

## Competencia
El Tribunal es un órgano de la Justicia Federal y tiene competencia para juzgar acciones y recursos de interés de la Unión Federal, de sus autarquías y empresas públicas federales, causas relativas a derechos humanos, derechos indígenas, crímenes políticos, ingreso o permanencia ilegal de extranjeros, tráfico internacional de drogas, entre otros, conforme artículo 108 y siguientes de la Constitución Federal. 

## Turmas de Juicio

### 1.ª Turma:
- Desembargador Federal ANTONIO IVAN ATHIÉ – Presidente
- Desembargador Federal PAULO ESPIRITO SANTO
- Desembargador Federal ABEL GOMES

### 2.ª Turma:
- Desembargadora Federal SIMONE SCHREIBER – Presidente
- Desembargador Federal MESSOD AZULAY NETO
- Desembargador Federal MARCELLO GRANADO

### 3.ª Turma:
- Desembargador Federal MARCUS ABRAHAM – Presidente
- Desembargadora Federal CLÁUDIA NEIVA
- Desembargador Federal THEOPHILO MIGUEL

### 4.ª Turma
- Desembargador Federal LUIZ ANTONIO SUENES – Presidente
- Desembargador Federal FERREIRA NEVES
- Desembargadora Federal LETICIA DE SANTIS MELLO

### 5.ª Turma:
- Desembargador Federal ALUISIO GONÇALVES DE CASTRO MENDES – Presidente
- Desembargador Federal RICARDO PERLINGEIRO
- Desembargador Federal ALCIDES MARTINS RIBEIRO HIJO

### 6.ª Turma:
- Desembargador Federal POUL ERIK DYRLUND – Presidente
- Desembargador Federal REIS FRIEDE
- Desembargador Federal GUILHERME CALMON NOGUEIRA DA GAMMA

### 7.ª Turma:
- Desembargador Federal SERGIO SCHWAITZER – Presidente
- Desembargador Federal JOSÉ ANTONIO NEIVA
- Desembargador Federal LUIZ PAULO ARAÚJO

### 8.ª Turma
- Desembargador Federal GUILHERME DIEFENTHAELER – Presidente
- Desembargadora Federal VERA LÚCIA LIMA
- Desembargador Federal MARCELO PEREIRA DA SILVA

## Gestión 2017-2019

### Dirigentes
- Desembargador Federal ANDRÉ FONTES – Presidente
- Desembargador Federal GUILHERME COUTO – Vicepresidente
- Desembargadora Federal NIZETE LOBATO CARMO – Corregedora Regional

### Consejo de Administración

#### Titulares
- Desembargador Federal ANDRÉ FONTES
- Desembargador Federal GUILHERME COUTO
- Desembargadora Federal NIZETE LOBATO CARMO
- Desembargadora Federal LETICIA DE SANTIS MELLO
- Desembargadora Federal SIMONE SCHREIBER
- Desembargador Federal MARCELLO GRANADO

#### Suplente
- Desembargador Federal RICARDO PERLINGEIRO

### Centro Cultural Justicia Federal – CCJF
- Desembargador Federal REIS FRIEDE – Director-General
- Desembargador Federal FERREIRA NEVES – Vicedirector-General

### Coordenadoria de los Juizados Especiales Federales
- Desembargador Federal ALUISIO GONÇALVES DE CASTRO MENDES – Coordinador
- Desembargadora Federal LETICIA DE SANTIS MELLO – Coordinadora Sustituta
- Jueza Federal Convocada ITALIA MARIA ZIMARDI BERTOZZI – Jueza Auxiliar
- Juez Federal Convocado CARLOS ALEXANDRE BENJAMIN – Juez Auxiliar

### Comisión de Reglamento Interno

#### Titulares
- Desembargador Federal ANTONIO IVAN ATHIÉ – Presidente
- Desembargador Federal LUIZ ANTONIO SUENES
- Desembargador Federal FERREIRA NIEVES

#### Suplente
- Desembargador Federal MARCELO PEREIRA DE SILVA

### Núcleo Permanente de Métodos Consensuais de Solución de Conflictos
- Desembargador Federal FERREIRA NIEVES – Director
- Desembargador Federal LUIZ ANTONIO SUENES – Suplente
- Jueza Federal Convocada ALINE ALVES DE MELO MIRANDA ARAÚJO – Jueza Auxiliar

### Ouvidoria
- Desembargador Federal MARCELLO GRANADO – Ouvidor

## Oidoría General de la Justicia Federal de la Segunda Región
Las Oidorías Judiciales son importantes canales de interlocución con la sociedad y representan espacios de efectiva construcción de la ciudadanía. En la Justicia Federal de la Segunda Región, ante la necesidad de conferir mayor transparencia a la prestación jurisdiccional, facilitar el acceso de los ciudadanos a la información, y mejor dirigir las acciones de la Administración, el Tribunal Regional Federal de la Segunda Región (TRF2) instituyó la Oidoría General de la Justicia Federal de la Segunda Región, el canal de comunicación de la sociedad con la justicia federal en los estados de Río de Janeiro y Espírito Santo.
Por medio de ese canal, el ciudadano puede aclarar dudas, enviar reclamaciones, denuncias, elogios o presentar sugerencias sobre los servicios prestados por la Justicia Federal y actividades por ella desempeñadas, tanto en el ámbito interno como en el externo. La atención de la Oidoría abarca el TRF2 y las Secciones Judiciales de los dos Estados.
La Oidoría realiza atendimientos oyendo personalmente y orientando. Los problemas o dudas presentados son encaminados a los sectores involucrados para soluciones o respuesta a ser enviada al demandante.

### Histórico
Creada por el suministro n.º 114, de 9 de julio de 1997 (http://www7.trf2.jus.br/sophia_web/index.asp?codigo_sophia=16706),  como órgano encuadernado a la Corregimiento Regional, la Oidoría de la Justicia Federal de la Segunda Región tuvo su funcionamiento disciplinado por el Progreso n.º 08, de 19 de mayo de 2005 (http://www7.trf2.jus.br/sophia_web/index.asp?codigo_sophia=29381).
 Entre las motivaciones de aquel acto normativo del corregidor Alberto Nogueira (hoy jubilado), estaba "la vulnerabilidad del ciudadano, principalmente los beneficiarios de la Asistencia Judicial, en causas donde la Unión, las entidades autárquicas o empresas públicas federales interfieren”. En principio, la actuación de la Oidoría estaba orientada a la recepción de situaciones referentes a la Justicia Federal de primera instancia, pero, actualmente, sus actividades alcanzan toda la Justicia Federal de la Segunda Región, siguiendo lo establecido en la Resolución 103, de 24 de febrero de 2010 (http://www.cnj.jus.br/busca-atos-adm?documento=2827), del Consejo Nacional de Justicia.
Para posibilitar la ampliación de sus competencias, en 14 de septiembre de 2011 el entonces corregidor regional André Fontes firmó el suministro T2-PVC-2011/00023 (http://www7.trf2.jus.br/sophia_web/index.asp?codigo_sophia=54810), revocando los dispositivos que subordinavam la Oídoria al Corregimiento Regional. En 11 de octubre de 2011, la entonces presidente del TRF2 Maria Helena Cisne emitió la Resolución T2-RSP-2011/00006 (http://www7.trf2.jus.br/sophia_web/index.asp?codigo_sophia=54927), que implantó la Oídoria General de la Justicia Federal de la Segunda Región para actuar en el ámbito del Tribunal Regional Federal y de las Secciones Judiciales de los Estados de Río de Janeiro y del Espíritu Santo.

### Oídores Generales de la Justicia Federal de la Segunda Región
Octubre de 2011 a abril de 2013 – desembargador federal Abel Gomes

Abril de 2013 a abril de 2015 – desembargador federal Abel Gomes

Abril de 2015 a abril de 2017 – desembargadora federal Nizete Lobato
Abril de 2017 a abril de 2019 – desembargador federal Marcello Granado

### Formas de acceso
Las manifestaciones deben ser enviadas, preferentemente, por medio del formulario, disponible en el sitio del TRF2 (http://www10.trf2.jus.br/uvidoria/registre-sua-manifestacao/formulario/), pero, para mayor efectividad en la solución y respuesta, es importante seguir algunas orientaciones:
1. no cabe reclamación de decisiones judiciales. En la falta de abogado, se sugiere buscar la Defensoria Pública de la Unión, acogida en la Rua da Alfândega, 70. Centro. RJ;

2.reclamações sobre abogados deben ser dirigidas a la: - OAB / RJ - Av. Marechal Cámara, 150 - Río de Janeiro - RJ - CEP: 20020-080 - Teléfonos: (21) 2730-6525 / (21) 2272-6150);
- OAB / ES - Rua Alberto de Oliveira Santos, 59 - Ed. Ribamar 3.º y 4.º pisos. - Centro - Vitória - ES - CEP: 29010-908 - Teléfono (27) 3232-5600;
 3. Antes de recurrir a la Oidoría es aconsejable verificar directamente en la Dirección de la Secretaría o Gabinete del Juicio la posibilidad de solución del problema;
4.Las representaciones contra magistrados o servidores en el ejercicio de sus funciones, solicitando apertura de procedimiento disciplinario, deben ser dirigidas al Corregimiento, a la Presidencia, o a la Dirección del Foro, según sea el caso.
Las reclamaciones pasan por clasificación que considera el tiempo promedio de duración de cada evento reclamado, y su naturaleza, antes del contacto con el sector o envío de respuesta.
El ciudadano cuenta, además, con otros canales de acceso a su disposición:
- contacto por correo electónico;
- contacto por teléfono o fax: (21) 2282-8196;
- contacto personal: Calle Acre, 80 - Sala 201 - de las 12h a las 17h;
- contacto por carta: Oidoría de la Justicia Federal de la 2.ª Región - Rua Acre, 80 - Sala 201 - Centro - Río de Janeiro, RJ - CEP 20081-000.

### Oídoria de la Sección Judicial de Río de Janeiro
Para reclamaciones sobre servicios administrativos de primera instancia, la Dirección del Foro de la Sección Judicial de Río de Janeiro cuenta con un canal disponible al ciudadano. El contacto debe ser hecho por medio de correo electrónico.

## Escuela de la Magistratura Regional Federal – EMARF
La Escuela de la Magistratura Regional Federal de la Segunda Región – EMARF, fue instituida por la Resolución n.º 15, de 1 de agosto de 1997 del TRF de la Segunda Región, como órgano integrante del propio Tribunal, está ubicado en el Municipio de Río de Janeiro y núcleo regional en Vitória, Espíritu Santo.
La Escuela tiene por objetivo principal cooperar en la preparación, perfeccionamiento y especialización de magistrados, intercambio de conocimiento y información, y también colaborar en la capacitación de servidores de la Justicia Federal, y promover investigaciones, estudios y proyectos destinados al aprimoramento de la actividad judicante en el ámbito de la 2.ª Región. La EMARF es una Escuela direccionada para las cuestiones conectadas al Derecho y la otras áreas del conocimiento relacionadas al Derecho. 
Sus principales actividades son:
- Curso de Perfeccionamiento y Especialización para Magistrados Federales - CAE, compuesto por:

- Fórums;
- Programas de Estudios Avanzados;
- Cursos Especiales;
- Grupos de Trabajo;
- Seminarios y
- Congresos.

- Publicaciones epecializadas en los diversos ramas del Derecho y
- Programa de Aprendizaje Jurídica.

### Dirección
- Desembargador Federal LUIZ PAULO ARAÚJO – Director-General
- Desembargador Federal LUIZ ANTONIO SUENES – Director de Aprendizaje
- Desembargador Federal GUILHERME DIEFENTHAELER – Director de Publicaciones
- Desembargador Federal MARCUS ABRAHAM – Director de Intercambio y Difusión
- Desembargadora Federal SIMONE SCHREIBER – Directora de Cursos e Investigaciones

## Jurisdicción
El Tribunal Regional Federal de la 2ª Región, con sede en Río de Janeiro, tiene bajo su jurisdicción los estados de Río de Janeiro y Espíritu Santo.

## Secciones Judiciales

### Sección Judicial de Río de Janeiro
Con sede en la ciudad de Río de Janeiro, atiende a los 92 municipios del estado por medio de 21 subsecciones:  
- Subsección Judicial de Angra dos Reis
- Subsección Judicial de Barra de Piraí
- Subsección Judicial de Resende
- Subsección Judicial de Volta Redonda
- Subsección Judicial de Magé
- Subsección Judicial de Nova Friburgo
- Subsección Judicial de Petrópolis
- Subsección Judicial de Teresópolis
- Subsección Judicial de Tres Rios
- Subsección Judicial de Campos dos Goytacazes
- Subsección Judicial de Itaperuna
- Subsección Judicial de Macaé
- Subsección Judicial de Río de Janeiro
- Subsección Judicial de Campo Grande (Río de Janeiro)
- Subsección Judicial de Duque de Caxias
- Subsección Judicial de Nova Iguaçu
- Subsección Judicial de São João de Meriti
- Subsección Judicial de Itaboraí
- Subsección Judicial de Niterói
- Subsección Judicial de São Pedro da Aldeia
- Subsección Judicial de São Gonçalo

### Sección Judicial del Espíritu Santo
Con sede en la ciudad de Victoria, atiende a los 78 municipios del estado por medio de seis subsecciones:
- Subsección Judicial de Vitória
- Subsección Judicial de Serra
- Subsección Judicial de Colatina
- Subsección Judicial de São Mateus
- Subsección Judicial de Linhares
- Subsección Judicial de Cachoeiro de Itapemirim